# Abhinavagupta
Abhinavagupta (sanscrită: अभिनवगुप्त; n. 950 d.Hr., Cașmir, Pakistan – d. 1020, Cașmir, Pakistan) a fost unul dintre cei mai mari filozofi, mistici și estetici indieni.
De asemenea, a fost un muzician și  poet important, dramaturg, exeget, teolog, logician, și polimat, care a  o exercitat o puternică influență asupra culturii indiene.

## Scrieri
- Tantraloka, Lumea tantrei, în 12 volume
- Tantralokasara
- Paramarthasara
- Pratyabhijnavimarshini
- Imnuri, traduse și adnotate de către Lilian Silburn